# Imbrasia cytherea
Imbrasia cytherea är en fjärilsart som beskrevs av Fabricius 1775. Imbrasia cytherea ingår i släktet Imbrasia och familjen påfågelsspinnare. Inga underarter finns listade i Catalogue of Life.